# Test F1 2021
Questa voce raccoglie un approfondimento sui test effettuati nell'ambito del campionato 2021 di Formula 1.

## Calendario
Per la stagione 2021 di Formula 1 la Federazione Internazionale dell'Automobile, a causa delle problematiche legate alla pandemia di COVID-19, riduce ad un'unica sessione di soli tre giorni i test pre-stagionali, a differenza delle due sessioni da tre giorni l'una utilizzate nei precedenti test, da disputarsi sul circuito di Manama in Bahrein, dal 12 al 14 marzo. Era stata comunque già avanzata l'ipotesi di svolgere i test su questo tracciato durante la stagione 2020, ma fu successivamente scartata.
Inizialmente i test erano programmati sul tradizionale circuito di Catalogna, in Spagna, dal 2 al 4 marzo, ma a seguito del rinvio dell'inizio del campionato, con il Gran Premio d'Australia, la prima gara della stagione, posticipato a novembre a causa della pandemia di COVID-19, e successivamente annullato nel corso della stagione, le squadre hanno concordato di svolgere i test a Sakhir, due settimane prima del nuovo inizio della stagione programmato con il Gran Premio del Bahrein.
Per la prima volta i test prestagionali sono sponsorizzati da Aramco, una compagnia nazionale saudita di idrocarburi.

### Sakhir (marzo 2021)
- Sakhir, circuito di Manama, 12-14 marzo 2021.

## Test di Sakhir

### Formazione piloti
| Team              | 12 marzo           | 13 marzo           | 14 marzo         |
| ----------------- | ------------------ | ------------------ | ---------------- |
| Mercedes          | Valtteri Bottas    | Lewis Hamilton     | Valtteri Bottas  |
| Mercedes          | Lewis Hamilton     | Valtteri Bottas    | Lewis Hamilton   |
| Red Bull Racing   | Max Verstappen     | Sergio Pérez       | Sergio Pérez     |
| Red Bull Racing   | Max Verstappen     | Sergio Pérez       | Max Verstappen   |
| McLaren           | Daniel Ricciardo   | Daniel Ricciardo   | Lando Norris     |
| McLaren           | Lando Norris       | Lando Norris       | Daniel Ricciardo |
| Aston Martin      | Sebastian Vettel   | Sebastian Vettel   | Lance Stroll     |
| Aston Martin      | Lance Stroll       | Lance Stroll       | Sebastian Vettel |
| Alpine            | Esteban Ocon       | Fernando Alonso    | Esteban Ocon     |
| Alpine            | Esteban Ocon       | Fernando Alonso    | Fernando Alonso  |
| Ferrari           | Charles Leclerc    | Carlos Sainz Jr.   | Charles Leclerc  |
| Ferrari           | Carlos Sainz Jr.   | Charles Leclerc    | Carlos Sainz Jr. |
| AlphaTauri        | Pierre Gasly       | Yuki Tsunoda       | Pierre Gasly     |
| AlphaTauri        | Yuki Tsunoda       | Pierre Gasly       | Yuki Tsunoda     |
| Alfa Romeo Racing | Kimi Räikkönen     | Antonio Giovinazzi | Kimi Räikkönen   |
| Alfa Romeo Racing | Antonio Giovinazzi | Antonio Giovinazzi | Kimi Räikkönen   |
| Haas              | Mick Schumacher    | Nikita Mazepin     | Mick Schumacher  |
| Haas              | Nikita Mazepin     | Mick Schumacher    | Nikita Mazepin   |
| Williams          | Roy Nissany        | Nicholas Latifi    | George Russell   |

### Resoconto prima giornata
- Meteo: Sereno

Max Verstappen con la Red Bull Racing è il pilota più veloce della giornata, ma non sono mancati dei suoi errori, mentre la Mercedes di Valtteri Bottas si ferma nel proprio box dopo il giro d'installazione per colpa della rottura del cambio; il pilota finlandese riesce così a percorrere solo sei giri nell'intera mattinata. Anche Charles Leclerc, sul finire del turno, ha dovuto parcheggiare la propria Ferrari SF21 per problemi di combustione. Problemi anche per Sebastian Vettel, la cui Aston Martin AMR21 si ferma in fondo alla pit lane.
Nel pomeriggio la pista peggiora per colpa di una tempesta di sabbia. Anche l'esordiente Mick Schumacher ha avuto dei problemi al cambio sulla sua Haas e ha completato solo 15 giri in mattinata. Nel pomeriggio il volante della Haas è passato all'altro rookie, Nikita Mazepin.

#### Risultati[19]
| 1  | Max Verstappen     | 33 | Red Bull Racing-Honda     | 1'30"674 |        | 139 | Medie C3     | Medie C3     | Medie C3     |
| 2  | Lando Norris       | 4  | McLaren-Mercedes          | 1'30"889 | +0"215 | 46  | Medie C3     | Medie C3     | Medie C3     |
| 3  | Esteban Ocon       | 31 | Alpine-Renault            | 1'31"146 | +0"472 | 129 | Morbide C4   | Morbide C4   | Morbide C4   |
| 4  | Lance Stroll       | 18 | Aston Martin-Mercedes     | 1'31"782 | +1"108 | 46  | Prototipo C3 | Prototipo C3 | Prototipo C3 |
| 5  | Carlos Sainz Jr.   | 55 | Ferrari                   | 1'31"919 | +1"245 | 57  | Medie C3     | Medie C3     | Medie C3     |
| 6  | Antonio Giovinazzi | 99 | Alfa Romeo Racing-Ferrari | 1'31"945 | +1"271 | 68  | Medie C3     | Medie C3     | Medie C3     |
| 7  | Daniel Ricciardo   | 3  | McLaren-Mercedes          | 1'32"203 | +1"529 | 45  | Dure C2      | Dure C2      | Dure C2      |
| 8  | Pierre Gasly       | 10 | AlphaTauri-Honda          | 1'32"231 | +1"557 | 74  | Medie C3     | Medie C3     | Medie C3     |
| 9  | Yuki Tsunoda       | 22 | AlphaTauri-Honda          | 1'32"727 | +2"053 | 37  | Dure C2      | Dure C2      | Dure C2      |
| 10 | Lewis Hamilton     | 44 | Mercedes                  | 1'32"912 | +2"238 | 42  | Dure C2      | Dure C2      | Dure C2      |
| 11 | Charles Leclerc    | 16 | Ferrari                   | 1'33"242 | +2"568 | 59  | Medie C3     | Medie C3     | Medie C3     |
| 12 | Kimi Räikkönen     | 7  | Alfa Romeo Racing-Ferrari | 1'33"320 | +2"646 | 63  | Medie C3     | Medie C3     | Medie C3     |
| 13 | Sebastian Vettel   | 5  | Aston Martin-Mercedes     | 1'33"742 | +3"068 | 51  | Prototipo C3 | Prototipo C3 | Prototipo C3 |
| 14 | Roy Nissany        | 45 | Williams-Mercedes         | 1'34"789 | +4"115 | 83  | Medie C3     | Medie C3     | Medie C3     |
| 15 | Nikita Mazepin     | 9  | Haas-Ferrari              | 1'34"798 | +4"124 | 70  | Medie C3     | Medie C3     | Medie C3     |
| 16 | Mick Schumacher    | 47 | Haas-Ferrari              | 1'36"127 | +5"453 | 15  | Dure C2      | Dure C2      | Dure C2      |
| 17 | Valtteri Bottas    | 77 | Mercedes                  | 1'36"850 | +6"176 | 6   | Dure C2      | Dure C2      | Dure C2      |

### Resoconto seconda giornata
- Meteo: Sereno

Il più veloce nella sessione mattutina è Daniel Ricciardo della McLaren con il tempo di 1'32"215, mentre l'Aston Martin ha ancora problemi al cambio; per questo problema Sebastian Vettel riesce a percorrere pochi giri. Verso la fine della sessione, Lewis Hamilton alla curva 13 va in testacoda finendo nella ghiaia causando la bandiera rossa.
Nel pomeriggio è la Red Bull Racing guidata da Sergio Pérez ha causare un'altra bandiera rossa; la vettura perde sul rettilineo una parte del retrotreno. Valtteri Bottas su Mercedes con il tempo di 1'30"289 è il più veloce della seconda giornata, registrato con le mescole più morbide a disposizione.

#### Risultati[23]
| 1  | Valtteri Bottas    | 77 | Mercedes                  | 1'30"289 |        | 58  | Morbide C5   | Morbide C5   | Morbide C5   |
| 2  | Pierre Gasly       | 10 | AlphaTauri-Honda          | 1'30"413 | +0"124 | 87  | Morbide C5   | Morbide C5   | Morbide C5   |
| 3  | Lance Stroll       | 18 | Aston Martin-Mercedes     | 1'30"460 | +0"171 | 71  | Morbide C5   | Morbide C5   | Morbide C5   |
| 4  | Lando Norris       | 4  | McLaren-Mercedes          | 1'30"586 | +0"297 | 52  | Morbide C4   | Morbide C4   | Morbide C4   |
| 5  | Antonio Giovinazzi | 99 | Alfa Romeo Racing-Ferrari | 1'30"760 | +0"471 | 125 | Morbide C5   | Morbide C5   | Morbide C5   |
| 6  | Charles Leclerc    | 16 | Ferrari                   | 1'30"903 | +0"597 | 73  | Morbide C5   | Morbide C5   | Morbide C5   |
| 7  | Nicholas Latifi    | 6  | Williams-Mercedes         | 1'31"672 | +1"383 | 132 | Morbide C4   | Morbide C4   | Morbide C4   |
| 8  | Sergio Pérez       | 11 | Red Bull Racing-Honda     | 1'31"682 | +1"393 | 117 | Dure C2      | Dure C2      | Dure C2      |
| 9  | Daniel Ricciardo   | 3  | McLaren-Mercedes          | 1'32"215 | +1"926 | 52  | Medie C3     | Medie C3     | Medie C3     |
| 10 | Fernando Alonso    | 14 | Alpine-Renault            | 1'32"339 | +2"050 | 128 | Dure C2      | Dure C2      | Dure C2      |
| 11 | Yuki Tsunoda       | 22 | AlphaTauri-Honda          | 1'32"684 | +2"395 | 57  | Morbide C4   | Morbide C4   | Morbide C4   |
| 12 | Mick Schumacher    | 47 | Haas-Ferrari              | 1'32"883 | +2"594 | 88  | Morbide C4   | Morbide C4   | Morbide C4   |
| 13 | Carlos Sainz Jr.   | 55 | Ferrari                   | 1'33"072 | +2"783 | 56  | Medie C3     | Medie C3     | Medie C3     |
| 14 | Nikita Mazepin     | 9  | Haas-Ferrari              | 1'33"101 | +2"812 | 76  | Morbide C4   | Morbide C4   | Morbide C4   |
| 15 | Lewis Hamilton     | 44 | Mercedes                  | 1'33"399 | +3"110 | 58  | Dure C2      | Dure C2      | Dure C2      |
| 16 | Sebastian Vettel   | 5  | Aston Martin-Mercedes     | 1'38"849 | +8"560 | 10  | Prototipo C3 | Prototipo C3 | Prototipo C3 |

### Resoconto terza giornata
- Meteo: Sereno

La sessione del mattino si è svolta senza interruzioni. Il più veloce è il pilota messicano della Red Bull Racing, Sergio Pérez. Il secondo miglior tempo lo segna Charles Leclerc, ma la Ferrari SF21 non ha però impressionato granché nella simulazione di gara.
Nel pomeriggio altri problemi tecnici si sono presentati per l'Aston Martin, costretta a far terminare anzitempo la sessione di Sebastian Vettel. Meno grave la situazione di Carlos Sainz Jr., che accusa un problema idraulico. Non brilla Lewis Hamilton, le cui difficoltà di guida vengono culminati da un testacoda mentre si stava per lanciare in un giro veloce. Il più veloce della giornata è Max Verstappen su Red Bull Racing, che con il tempo di 1'28"960 è il pilota più veloce della tre giorni di test, mentre Kimi Räikkönen è il pilota ad aver completato più giri, 166, che equivalgono quasi a tre Gran Premi.

#### Risultati[25]
| 1  | Max Verstappen   | 33 | Red Bull Racing-Honda     | 1'28"960 |        | 64  | Morbide C4 | Morbide C4 | Morbide C4 |
| 2  | Yuki Tsunoda     | 22 | AlphaTauri-Honda          | 1'29"053 | +0"093 | 91  | Morbide C5 | Morbide C5 | Morbide C5 |
| 3  | Carlos Sainz Jr. | 55 | Ferrari                   | 1'29"611 | +0"651 | 79  | Morbide C4 | Morbide C4 | Morbide C4 |
| 4  | Kimi Räikkönen   | 7  | Alfa Romeo Racing-Ferrari | 1'29"766 | +0"806 | 166 | Morbide C5 | Morbide C5 | Morbide C5 |
| 5  | Lewis Hamilton   | 44 | Mercedes                  | 1'30"025 | +1"065 | 54  | Morbide C5 | Morbide C5 | Morbide C5 |
| 6  | George Russell   | 63 | Williams-Mercedes         | 1'30"117 | +1"157 | 158 | Morbide C5 | Morbide C5 | Morbide C5 |
| 7  | Daniel Ricciardo | 3  | McLaren-Mercedes          | 1'30"144 | +1"184 | 76  | Morbide C4 | Morbide C4 | Morbide C4 |
| 8  | Sergio Pérez     | 11 | Red Bull Racing-Honda     | 1'30"187 | +1"227 | 49  | Morbide C4 | Morbide C4 | Morbide C4 |
| 9  | Fernando Alonso  | 14 | Alpine-Renault            | 1'30"318 | +1"358 | 78  | Morbide C4 | Morbide C4 | Morbide C4 |
| 10 | Charles Leclerc  | 16 | Ferrari                   | 1'30"486 | +1"526 | 80  | Medie C3   | Medie C3   | Medie C3   |
| 11 | Lando Norris     | 4  | McLaren-Mercedes          | 1'30"661 | +1"701 | 56  | Medie C3   | Medie C3   | Medie C3   |
| 12 | Pierre Gasly     | 10 | AlphaTauri-Honda          | 1'30"828 | +1"868 | 76  | Morbide C4 | Morbide C4 | Morbide C4 |
| 13 | Esteban Ocon     | 31 | Alpine-Renault            | 1'31"310 | +2"350 | 61  | Medie C3   | Medie C3   | Medie C3   |
| 14 | Nikita Mazepin   | 9  | Haas-Ferrari              | 1'31"531 | +2"571 | 67  | Morbide C4 | Morbide C4 | Morbide C4 |
| 15 | Mick Schumacher  | 47 | Haas-Ferrari              | 1'32"053 | +3"093 | 78  | Medie C3   | Medie C3   | Medie C3   |
| 16 | Valtteri Bottas  | 77 | Mercedes                  | 1'32"406 | +3"446 | 86  | Dure C2    | Dure C2    | Dure C2    |
| 17 | Sebastian Vettel | 5  | Aston Martin-Mercedes     | 1'35"041 | +6"081 | 56  | Medie C3   | Medie C3   | Medie C3   |
| 18 | Lance Stroll     | 18 | Aston Martin-Mercedes     | 1'36"100 | +7"140 | 80  | Medie C3   | Medie C3   | Medie C3   |